# Capparis lasiantha
Capparis lasiantha är en kaprisväxtart som beskrevs av Robert Brown och Dc. Capparis lasiantha ingår i släktet Capparis och familjen kaprisväxter. Inga underarter finns listade i Catalogue of Life.

## Bildgalleri

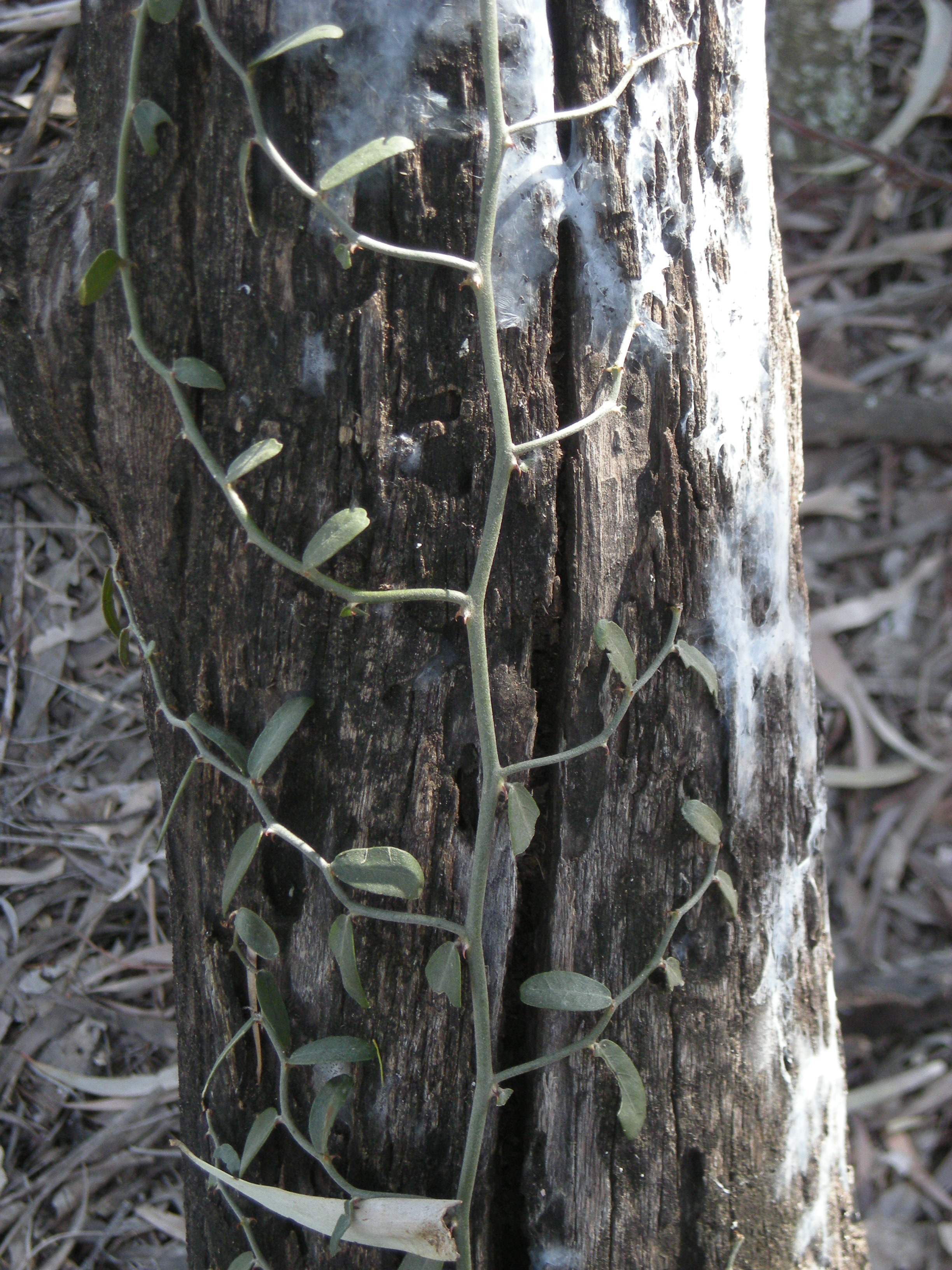
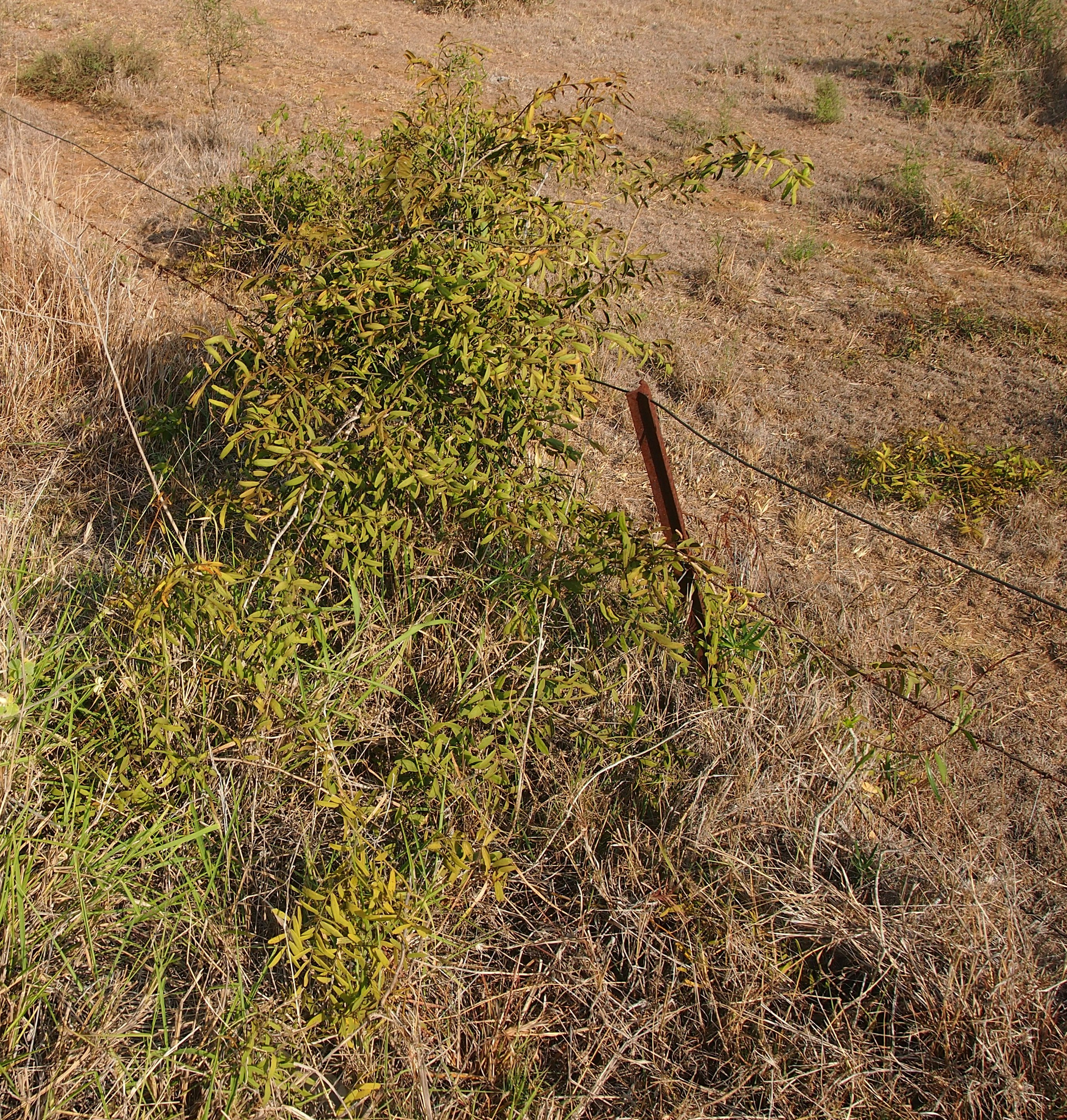
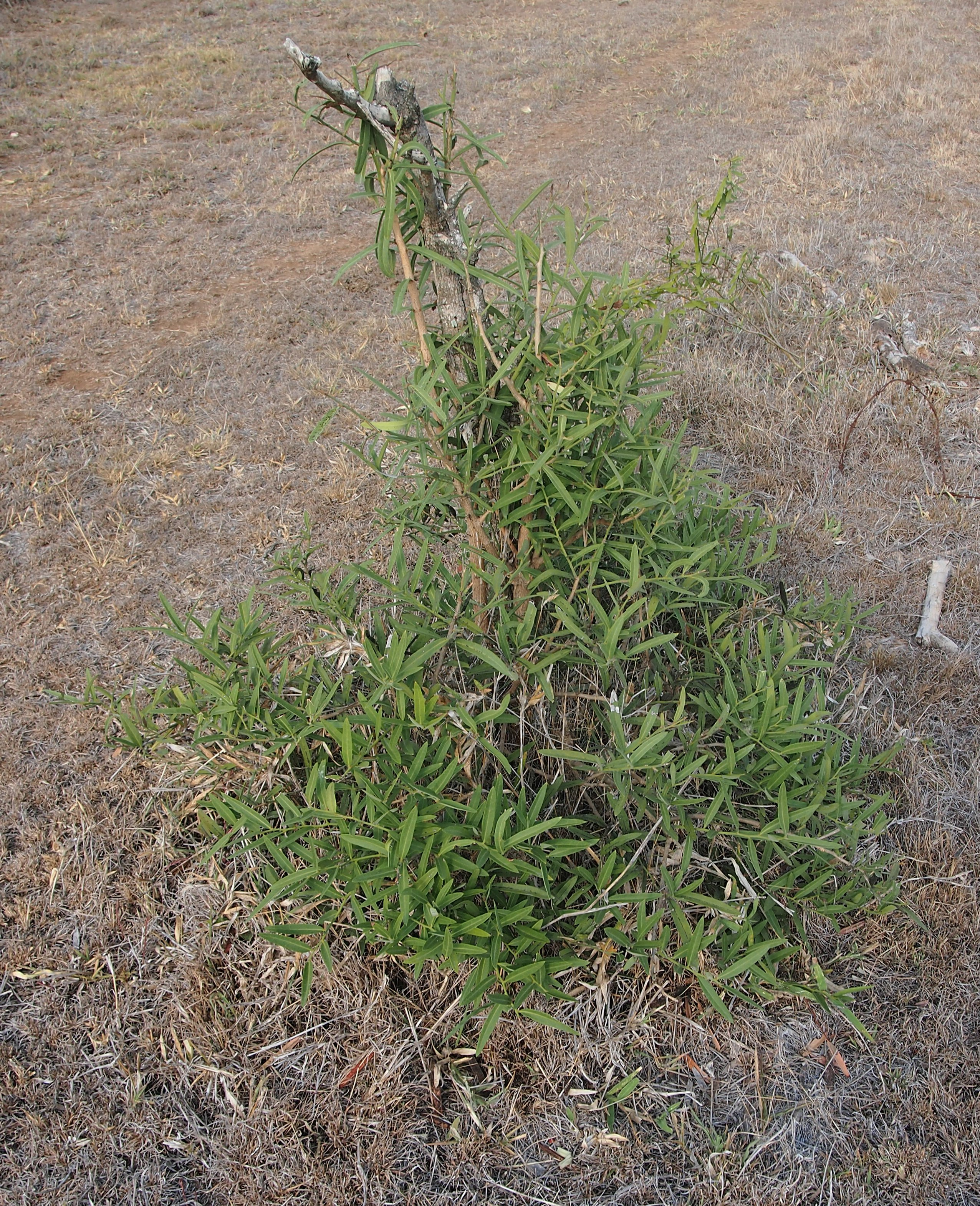
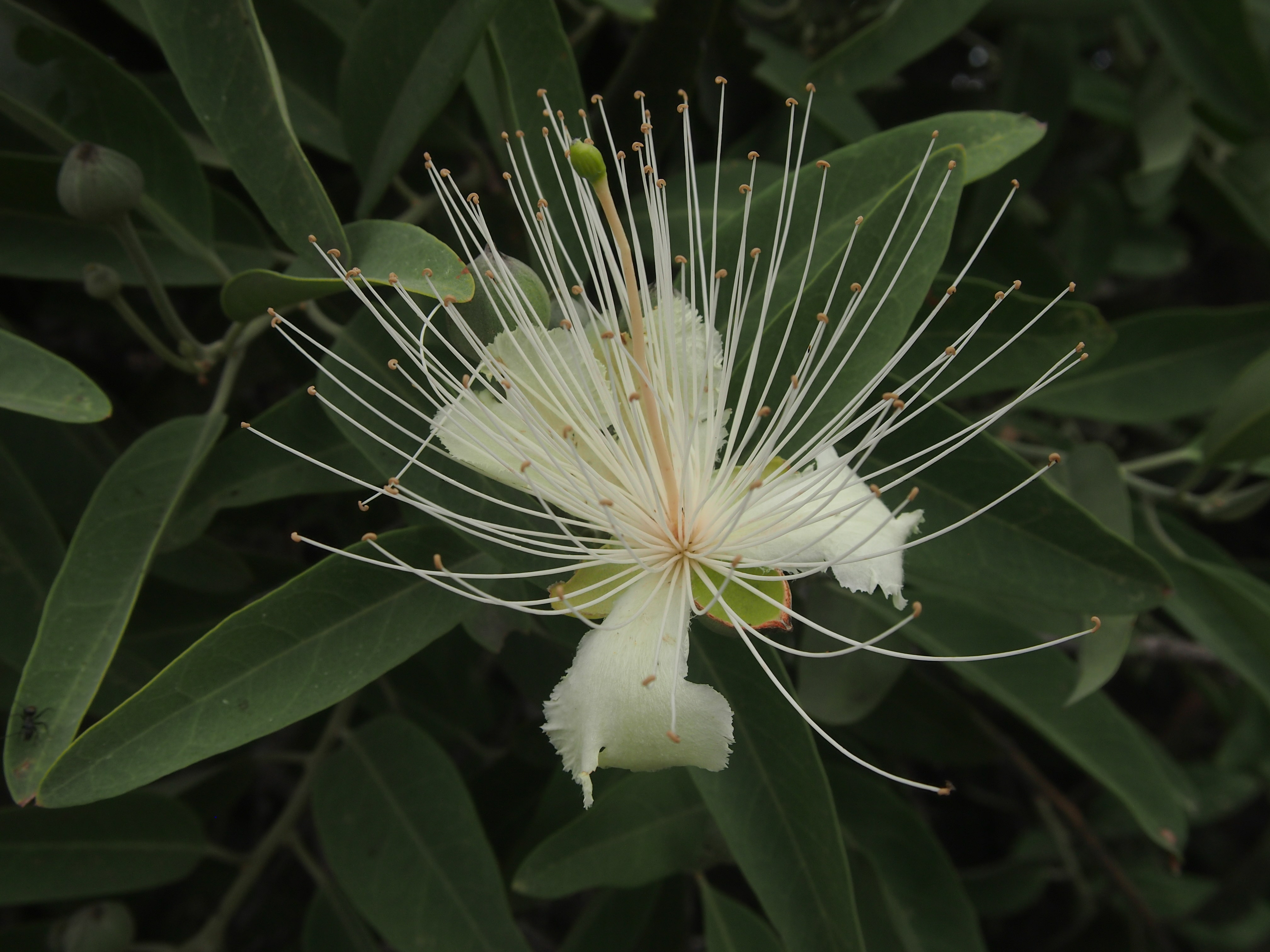
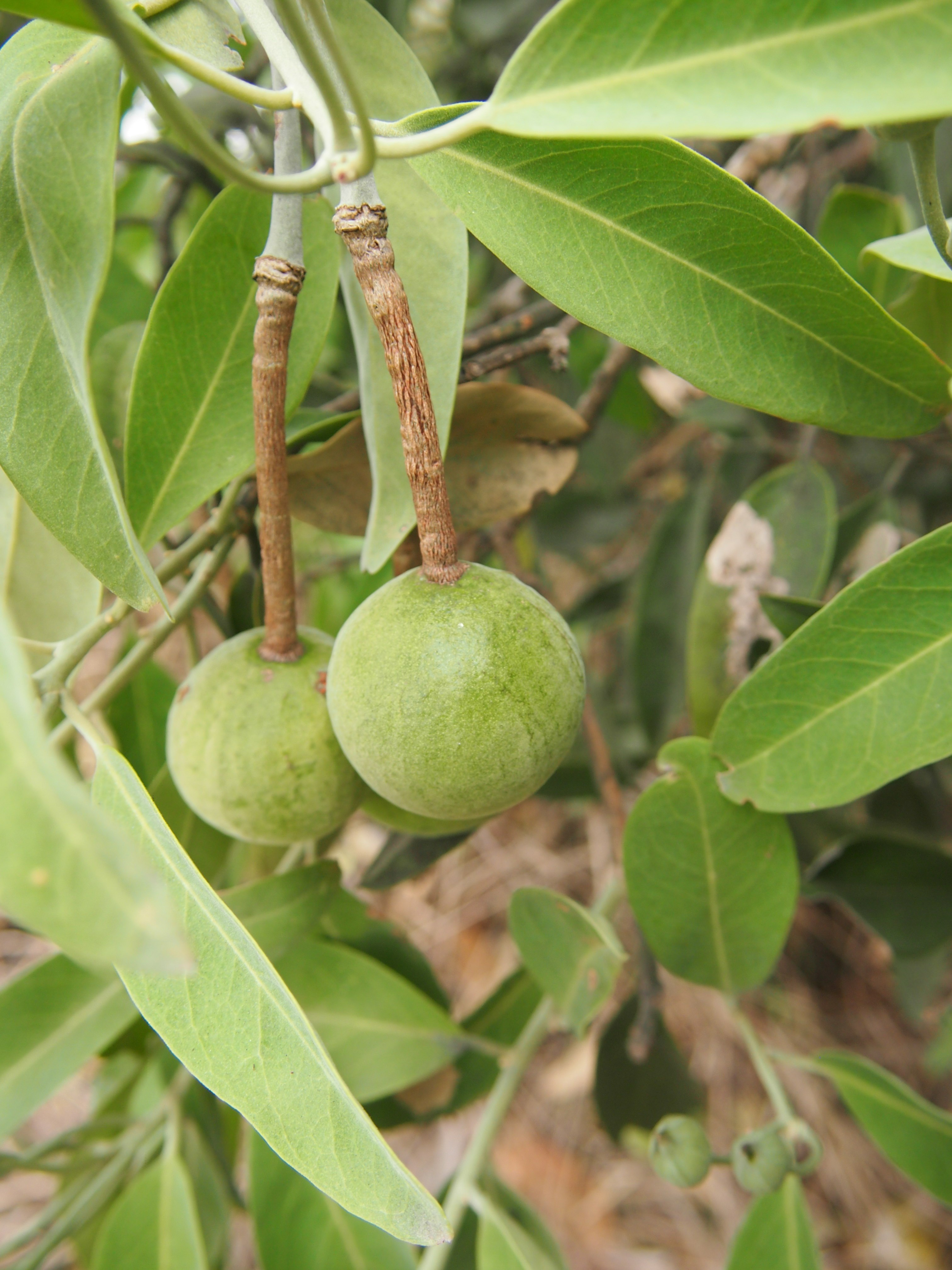